# Lijsbeth van Kessel
Lijsbeth van Kessel (26 januari 1979) is een Nederlandse hockeyspeelster. Ze speelt als verdedigster.
Lijsbeth begon haar hockeycarrière op de Hilversumsche Mixed Hockey Club. In een team verenigd met zussen Esther, Hedwig en Lieve promoveerde ze in 1997 met H.M.H.C. naar de Nederlandse hoofdklasse. In 1998 werd als kampioen van Midden-Nederland de Nederlandse zaalhockeytitel veroverd, door te Nijmegen titelverdediger Groningen in de finale met 4-3 terug te wijzen.
In 2000 volgde ze na degradatie met H.M.H.C. het spoor van zus Lieve, die één seizoen eerder naar Hockeyclub 's-Hertogenbosch vertrokken was. Met HC Den Bosch won zij in de periodes 2000-2003 en 2004-2006 vijfmaal de landstitel en vijfmaal de Europa Cup I. In 2003 week zij kortstondig uit naar Spanje. Vanaf de zomer van 2006 speelt ze weer samen in een team met Lieve, tot op heden bij Pinoké.
Ze is ook een voormalige hockeyinternational; ze speelde twee officiële interlands (0 doelpunten) voor de Nederlandse vrouwenploeg. Ze maakte haar internationaal debuut op 15 januari 2001 in een met 13-0 gewonnen wedstrijd tegen Maleisië te Kuala Lumpur. Twee dagen later speelde ze nog eens tegen dezelfde tegenstander, dat zou haar laatste interland zijn.